# 143號堪薩斯州州道
143號堪薩斯州州道（英語：Kansas State Highway 143，簡稱K-143）為美国堪薩斯州一條南北向州级公路，全線均位在薩林縣境內。南起薩林縣薩利納的70號州際公路／40号美国国道之交流道（出口里程為252英里），北至薩林縣薩利納北方的81号美国国道，全長共計4.658英里（7.496）。此公路的車道位於薩利納境內為四線車道，其餘路段則為二線車道。此公路於2015年所測得的年平均日車流量（AADT）介於1,360輛次至5,011輛次之間。143號堪薩斯州州道不屬於美國國家公路系統的一部分。此公路在1970年代初期形成，當時公路編號為81號美國國道輔助線（US-81 Alternate），後來在1980年代初期改編為143號堪薩斯州州道至今。

## 公路描述
143號堪薩斯州州道以位於薩林縣薩利納北部的70號州際公路／40号美国国道之交流道為公路起點。此公路自起點開始朝北方行進，並且通過薩利納市境內的商業與農業用地。此公路行進約0.9英里（1.4）後來到薩利納北界附近，此時車道從原來的四線車道變為二線車道。此公路越過萨林河後繼續朝北方行進，並且通過薩利納北方的農業用地。此公路行進約2.7英里（4.3）後轉往西北方向，剩餘的路段則循平緩彎曲的路徑朝西北方行進。143號堪薩斯州州道之後與81号美国国道的交流道交會，即是此公路的終點。此公路全長4.658英里（7.496）。
143號堪薩斯州州道於2015年所測得的年平均日車流量（AADT）介於1,360輛次至5,011輛次之間，其中最低車流量出現在里程0.935英里至2.000英里的路段上，最高車流量則出現在里程0.000英里至0.935英里的路段上。143號堪薩斯州州道不屬於美國國家公路系統的一部分。

## 歷史
143號堪薩斯州州道於1970年至1971年間形成，當時公路編號為81號美國國道輔助線（US-81 Alternate）。後來在1981年至1983年間改編為143號堪薩斯州州道。

## 主要接點
全線均位於薩林縣境內。
| 地點                                       | 英里  | 公里  | 接點                       | 備註                                |
| ------------------------------------------ | ----- | ----- | -------------------------- | ----------------------------------- |
| 薩利納                                     | 0.000 | 0.000 | 70號州際公路／40號美國國道 | 70號州際公路出口里程為252英里；交流道 |
|                                            | 4.658 | 7.496 | 81號美國國道               | 交流道                              |
| 1.000英里＝1.609公里；1.000公里＝0.621英里 |       |       |                            |                                     |

## 外部連結
- Route log（页面存档备份，存于）